# Berzerker (cómics)
Berzerker (Ray Carter) es un personaje ficticio, un mutante en el universo de Marvel Comics. Su primera y última aparición fue en el número 11 de la revista X-Factor (en diciembre de 1986). A pesar de aparecer una única vez, Berzerker ha aparecido hasta el momento en dos series animadas de los X-Men, donde ha tenido roles menores pero recurrentes. 

## Biografía del personaje ficticio
Berzerker era un miembro y líder de The Tunnelers, un grupo separado de los Morlocks quienes odian al grupo principal de Callisto y los llaman Drain Dwellers (en castellano: Habitantes de los drenajes). Inicialmente un grupo de diez, seis de los Tunnelers fueron muertos cuando los Merodeadores fueron enviados a asesinar a los Morlocks. Berzerker y otros tres sobrevivieron al ataque, solo para verse involucrados en otra batalla con Bestia y Iceman, pensando que ellos también eran Marauders (en castellano: Merodeadores). La batalla terminó cuando los Tunnelers se dan cuenta de que los miembros de X-Factor no son sus enemigos.
Al reunirse con el X-Factor en su base, los Tunnelers conocen las identidades de cazadores de mutantes de sus anfitriones. Finalmente los Tunnelers se van esperando encontrar un nuevo hogar en Nueva Jersey. Ellos se encuentran con una pandilla callejera humana llamada los Savage Wolf gang (en castellano: Pandilla Lobos Salvajes) quienes tratan de asaltarlos. Los Tunnelers se defienden, todo finaliza con la muertes del Tunneler Blowhard y de dos de los tres miembros de la pandilla. A continuación ellos se enfrentan con la policía, en donde la compañera e interés romántico de Berzerker, Scaleface, recibió un disparo y murió. Cíclope y Jean Grey llegan para salvar a los dos Tunnelers que quedaban, pero fue demasiado tarde; Berzerker estaba furioso por la pérdida de Scaleface y jura venganza contra toda la humanidad. Antes de que Cíclope pueda razonar con este, Berzerker lanza un ataque gigante de energía contra Cíclope, culpando a X-Factor por la destrucción de los Tunnelers. Cíclope devuelve el ataque sobrepasando el ataque inicial de Berzerker, causando que este último caiga a un río, electrocutándose a sí mismo con sus poderes causando su propia muerte. Masque fue el único Tunneler que logró sobrevivir.
Berzerker es resucitado por medio del Virus Transmodal para servir como parte del ejército de mutantes muertos de Selene. Bajo el control de Selene y Eli Bard, él toma parte en el asalto sobre la nación mutante de Utopía. Es allí donde se conoce que él tiene rencor contra Cíclope por su partición en su muerte.

## Poderes y habilidades
Los poderes mutantes de Berzerker le permiten generar y controlar rayos pulsantes de energía eléctrica. Él realiza esto absorbiendo y manipulando las energías de todo el espectro electromagnético. Él también puede volar y conectarse, absorber o escuchar las transmisiones de radio y televisión, sus poderes eléctricos le permiten crear escudos de energía eléctrica, y convertir temporalmente su cuerpo en electricidad pura.

## En otros medios

### Televisión
- Berzerker es un estudiante del Instituto Xavier en el programa animado X-Men: Evolution y su voz fue interpretada por Tony Sampson. Su nombre es Ray Crisp. A diferencia de su contraparte de los cómics, él es tranquilo y generalmente no es violento. Su relación con Los Morlocks nunca es descrita realmente, sin embargo él parece haberlos conocido antes en algún momento (cuando los mutantes estaban siendo cazados, él es quien lleva a Sunspot, Hombre Múltiple, Wolfsbane, Júbilo, Boom-Boom y Bala de cañón a su base en las alcantarillas para esconderse). En un episodio posterior, cuando Spyke se envenena y es llevado para ser auxiliado por Los Morlocks, Ray es el único que nota la presencia de Callisto y deduce donde se están escondiendo. Posteriormente, cuando él está tratando de escaparse de las alcantarillas, Scaleface trata de atraparlo mientras él le ruega que lo deje ir. Esta es la única referencia a su relación en los cómics. Ray parece conocer a todos Los Morlocks en ese episodio, sin embargo, esto simplemente podría ser explicado por el hecho de que él y la mayor parte de los Nuevos Mutantes pasaron unos pocos días viviendo juntos. Aunque, él también podría haber conocido a Los Morlocks con el propósito de llevar a los Nuevos Mutantes hacia ellos.

- Berserker aparece en Wolverine y los X-Men, la voz fue realizada por Nolan North. Como parte de los X-Men del futuro del Profesor Xavier, también él aparece en el presente como un joven niño en «Excessive Force» (en castellano: Fuerza Excesiva) siendo perseguido por Vertigo y Blockbuster en los Túneles Morclok, solo para ser salvado por Cíclope.

## Nota
- Esta obra contiene una traducción  derivada de «Berzerker (comics)» de Wikipedia en inglés, concretamente de esta versión, publicada por sus editores bajo la Licencia de documentación libre de GNU y la Licencia Creative Commons Atribución-CompartirIgual 4.0 Internacional.